# Em 3/3
La Em 3/3 est une locomotive diesel-électrique construite par SLM Winterthur, Brown, Boveri & Cie, Société anonyme des ateliers de Sécheron et utilisée en particulier par les chemins de fer fédéraux suisses. Elle a été remplacée par la Tm IV.

## Service
En 1964, la 11841 effectue l’acheminement hors normes du Mésoscaphe entre Monthey et Le Bouvret afin de le prolonger dans le Lac Léman en vue de l’exposition nationale de 1964.
Les 11816, 11830 et 11840 sont vendues vers 2015 à Travys pour une utilisation sur la ligne Orbe-Chavornay. Deux seront utilisés quotidiennement jusqu’en décembre 2020 puis les trois ferraillées à Chavornay le 9 février 2021.
Ces locomotives ont reçu une numérotation UIC Em 830 et elles ont porté les numéro 18801 à 18841. Deux ces machines, baptisées « EMMA » (numéro 18824) et « SARA » (numéro 18815), ont été acquise en 2025, par l'Association des chemins de fer à vapeur de l'Oberland zurichois (DVZO).

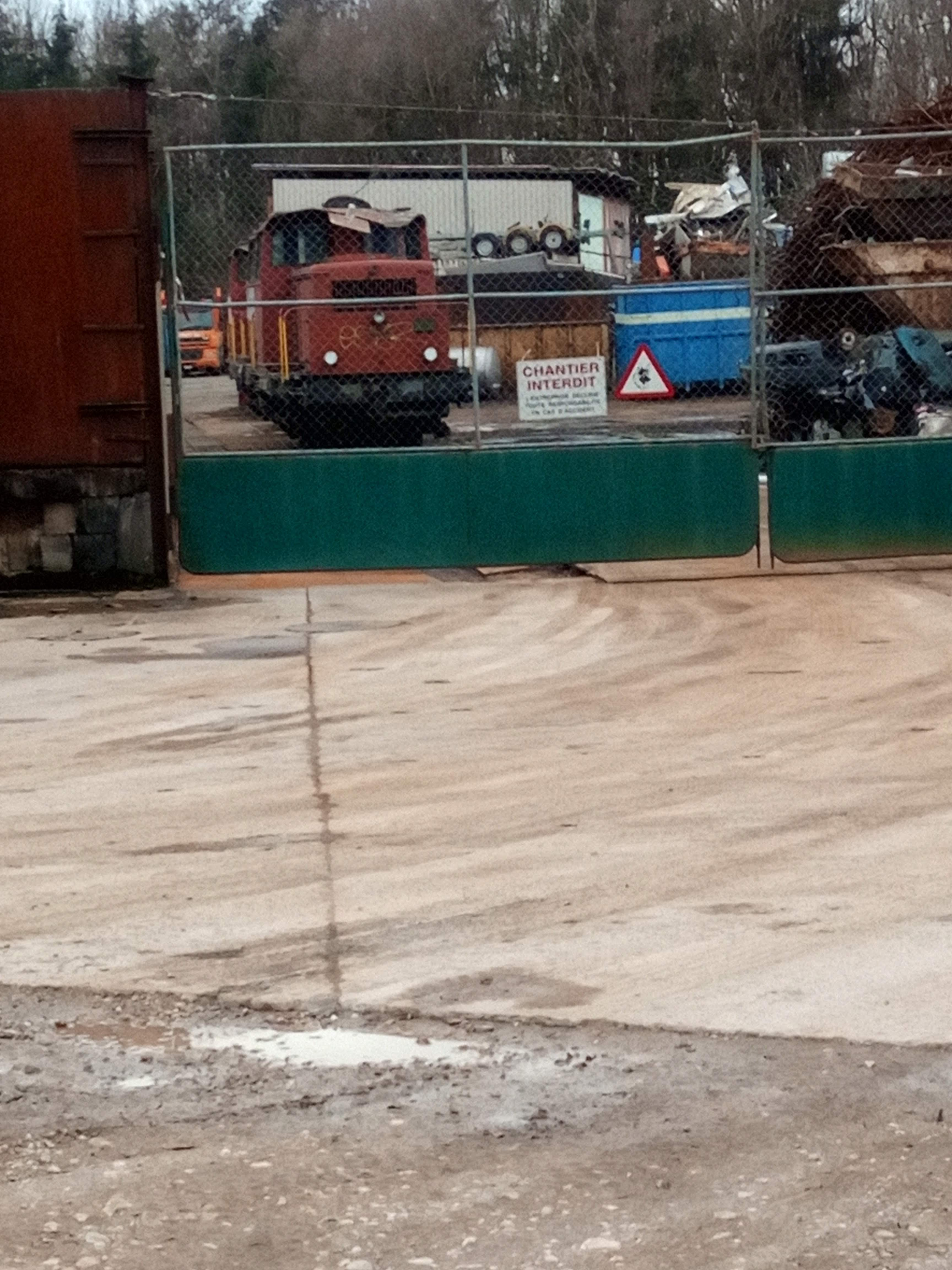
Les 3 locomotives Travys en fin de vie.